# Ісландська Євангелічна Лютеранська Церква
Ісландська Євангелічна Лютеранська Церква (англ. Icelandic Evangelical Lutheran Church) — це історична лютеранська церковна споруда розташована за адресою 415 Beaupre St. (також відома як Adelaide St.). Церква занесена до Національного реєстру історичних місць США 5 грудня 2019 року.
Спочатку це була ісландська євангелічна лютеранська церква. У 1937 році вона стала українською, а саме Українською Православною Церквою Св. Івана. Історичне товариство Форт-Пембіна (англ. Fort Pembina Historical Society) працювало над тим, щоб включити його до Національного реєстру.